# Joachim Gnilka
Joachim Gnilka (Leobschütz, Alemania, hoy Głubczyce, Alta Silesia, Polonia, 8 de diciembre de 1928-Múnich, Alemania, 15 de enero de 2018) fue un teólogo y exégeta católico alemán.
Gnilka estudió teología, filosofía y lenguas orientales de 1947-1953 en Eichstätt, Wurzburgo y Roma. 1953-1956 fue capellán en Wurzburgo.
Gnilka recibió su doctorado (Dr. theol.) en el año 1955 presentando una tesis sobre «Ist 1 Kor 3,10-15 ein Schriftzeugnis für das Fegefeuer? Eine exegetisch-historische Untersuchung» («¿Es 1 Corintios 3,10-15 un testimonio del purgatorio? Una investigación exegético-histórica») con Rudolf Schnackenburg.
En 1959, Gnilka se habilitó en Wurzburgo con la escritura  «Die Verstockung Israels. Isaias 6,9-10 in der Theologie der Synoptiker» («La obstinación de Israel. Isaías 6,9–10 en la Teología de los sinópticos»)
1959-1962 Gnilka fue profesor asociado en la Universidad de Wurzburgo.
1962-1975 fue profesor de Nuevo Testamento en la Universidad de Münster.
1975-1997 fue profesor en la Universidad de Múnich.
De 1973 a 1988 Gnilka fue miembro de la Comisión Bíblica Pontificia y de 1986 a 1997 miembro de la Comisión Teológica Internacional.

## Obras
- Jesús de Nazaret, Herder, 1993, ISBN 978-8425418075
- Teología del Nuevo Testamento, Editorial Trotta, 1998, ISBN 978-8481642438
- Pablo de Tarso : apóstol y testigo, Herder Editorial, 1998, ISBN 978-8425426209
- Pedro y Roma: la figura de Pedro en los dos primeros siglos de la Iglesia, Herder Editorial, 2003, ISBN 978-8425422843
- Biblia y Corán: lo que los une, lo que los separa, Herder Editorial, 2005, ISBN 978-8425423888
- El evangelio según san Marcos I, Ediciones Sígueme, 2019, ISBN 978-8430120291